# Николай (Ольховский)
Митрополи́т Никола́й (англ. Metropolitan Nicholas, в миру Никола́й Алекса́ндрович Ольхо́вский, англ. Nicholas Olhovsky; род. 17 декабря 1974, Трентон) — епископ Русской православной церкви заграницей и её седьмой Первоиерарх (с 2022), митрополит Восточно-Американский и Нью-Йоркский.

## Биография

### Происхождение, детство и образование
Его родители, Александр Николаевич Ольховский и Евдокия Григорьевна, урождённая Русинович, бежали из СССР в годы Второй мировой войны: «Наши корни — в Белоруссии. Во время Второй мировой войны родителям со своими семьями удалось выехать из России через Польшу в Германию, оттуда — в 1948 году — в Бразилию. В Бразилии они сначала жили в Рио-де-Жанейро, а затем переехали в Сан-Паулу, где посещали русский собор в честь свят. Николая Чудотворца <…> Спустя 13 лет после прибытия в Южную Америку, в 1961 году Ольховские — семья отца, и Русиновичи — семья мамы, уезжают в США. В Америке была свобода, работа, русские знакомые, строились православные храмы, была возможность не предавать и не скрывать свою веру. Когда родители приехали в США, папе было 19 лет, мама была помладше. Они с мамой знали друг друга ещё по Бразилии и венчались в 1966 году в Америке — в Покровском храме гор. Рочестер, шт. Нью-Йорк». Семья Ольховских поселилась в Трентоне, столице штата Нью-Джерси.
Родился в Трентоне 17 декабря 1974 года, крещён 18 января 1975 года в Успенской церкви в Трентоне, прихожанами которого была семья Ольховских. В этом же городе родились и два его брата — Павел и Сергей.
Среднее образование получил в Гамильтоновской западной средней школе в Нью-Джерси, которую окончил в 1993 году. Параллельно учился в Александро-Невской русской церковной школе в Лейквуде, которую окончил в мае 1991 года.
Уже тогда хотел стать священником. Окончив среднюю школу в июне 1993 года, в конце августа переехал в Свято-Троицкий монастырь в Джорданвилле и поселился в семинарском общежитии. С сентября 1993 года обучался в Свято-Троицкой духовной семинарии в Джорданвилле. В Свято-Троицком монастыре работал на послушаниях в переплётной, иконоклейной, а с 1994 года — в типографии.
В 1994 году, в праздник Успения Пресвятой Богородицы, в Успенской церкви города Трентона поставлен во чтеца викарием Восточно-Американской епархии епископом Манхэттенским Иларионом (Капралом).
В мае 1998 года окончил духовную семинарию со степенью бакалавра богословия. Окончив семинарию, продолжал трудиться в типографии до 2002 года.
С сентября 1998 по декабрь 2000 года обучался в Технологической школе Университета штата Нью-Йорк, закончив её со степенью бакалавра информатики и коммуникаций.

### Келейник и иподиакон митрополита Лавра
В марта 1999 году становится келейником архиепископа Сиракузского и Троицкого Лавра (Шкурлы). По собстенным воспомнинаниям: «В 1999 году перед Великим постом келейник владыки архимандрит Петр (Лукьянов; ныне архиепископ Чикагский и Среднеамериканский) был назначен начальником Русской духовной миссии (в составе Русской Зарубежной Церкви) в Иерусалиме. Перед отъездом отец Петр вызвал меня и сказал, что теперь я буду отвечать за канцелярию и за ризницу, за подготовку к богослужениям и за поездки. Он передал мне ключи, а владыка Лавр благословил меня на новое послушание». 24 октября 2001 года архиепископ Лавр был избран Первоиерархом РПЦЗ. 28 октября участвовал в его интронизации.
В мае 2004 года был участником первого официального визита в Россию митрополита Лавра, будучи в состав паломнической группы.
14 ноября того же года вступил в брак с Елизаветой Пантелеимоновной Жоховой, внучкой епископа Митрофана (Зноско).
8 января 2005 года в Свято-Троицком монастыре в Джорданвилле поставлен во иподиакона митрополитом Лавром.
В мае 2006 года был делегатом на IV Всезарубежном Соборе как лицо, приглашённое Первоиерархом РПЦЗ.

### Диакон
12 июня того же года в Свято-Троицком монастыре в Джоржанвилле рукоположён митрополитом Лавром в сан диакона и оставлен служить при митрополите Лавре, будучи приписан к клиру этого монастыря.
В мае 2007 года сопровождал митрополита Лавра на торжествах в Москве по случаю подписания Акта о каноническом общении и в последующей за празднеством паломнической поездке в Курскую епархию и Украинскую Православную Церковь.
6 декабря 2007 года решением Архиерейского Синода РПЦЗ включён в делегацию РПЦЗ, направленную на проведение в мае 2008 года в Сремских Карловцах торжеств, посвященных восстановлению полноты Русской Православной Церкви.
19 марта 2008 года указом первого заместителя Председателя Архиерейского Синода РПЦЗ архиепископ Илариона (Капрала) включён в состав созданной тогда же комиссии по разбору и распределению личных вещей и святынь почившего митрополита Лавра.
16 июня 2008 года за богослужением в Свято-Троицком монастыре в Джорданвилле награждён митрополитом Иларионом правом ношения двойного ораря.
В июле того же года сопровождал ковчег с десницей преподобномученицы Елизаветы и частицы мощей инокини Варвары в Австралию.
10-16 сентября 2008 года в составе делегации РПЦЗ посетил пределы Православной Церкви Чешских Земель и Словакии.
В сентябре 2008 года назначен сотрудником канцелярии Архиерейского Синода.
Решением прошедшего 5-7 мая 2009 года Архиерейского Синода назначен членом и секретарём рабочей группы по устройству принесения в Россию Курско-Коренной иконы Божией Матери. В сентябре 2009 года — член делегации, сопровождавшей Курско-Коренную икону Божией Матери в Россию. В 2010 году — сопровождал Курско-Коренную икону Божией Матери в Киев, Сумы и Курск.
8 сентября 2010 года его жена Елизавета скоропостижно скончалась. Овдовевший диакон Николай и семья покойной «попросили не приносить цветов к её гробу, а направлять пожертвования в её память на роспись Серафимовской церкви в Си-Клифе, посвящённой многовековому пути Русской Православной Церкви и восстановлению в ней богозаповеданного единства».
В декабре 2010 года решением Архиерейского Синода назначен хранителем Курско-Коренной иконы Божией Матери.
В январе 2011 года назначен клириком Знаменского собора в Нью-Йорке с местопребыванием в Синодальной резиденции Первоиерарха Русской Зарубежной Церкви.
В сентябре 2011 года — сопровождал Курско-Коренную икону Божией Матери в Курскую епархию и Митрополичий округ Республики Казахстан.
5 октября того же года, будучи принят первоиерархом РПЦЗ митрополитом Иларионом, доложил об итогах принесения Курской Коренной иконы в Россию и Казахстан. В завершение встречи митрополит Иларион выразил глубокую благодарность хранителю Курско-Коренной иконы, призвав Божие благословение на его труды.
С 4 ноября по 8 декабря 2011 года, сопровождая Курско-Коренную икону, посетил монастыри, приходы, больницы и дома верных чад Австралийско-Новозеландской епархии.
18 декабря 2011 года епископом Манхэттенским Иеронимом (Шо) в Знаменском синодальном соборе в Нью-Йорке согласно определению Архиерейского Синода возведён в сан протодиакона.

### Священник
1 августа 2012 года в Серафимовском храме города Си-Клифа, штат Нью-Йорк, был рукоположен митрополитом Восточно-Американским Иларионом во иереи с возложением набедренника.
В сентябре 2012 годы сопровождал Курско-Коренную икону в Самарскую, Курскую и Пермскую епархии. В декабре 2012 годы сопровождал Курско-Коренную икону в Сиэтл и на Гавайские острова.
6 января 2013 годы награждён правом ношения камилавки и золотого наперсного креста, Архиерейским Синодом выдаваемого.
В марте/апреле 2013 года сопровождал чудотворный образ в Сан-Францисскую и Западно-Американскую епархию. В мае/июне 2013 года посетил с Курско-Коренной иконой Божией Матери приходы Канадской епархии. В ноябре 2013 года член делегации, сопровождавшей Курско-Коренную икону в пределы Японской православной церкви и Приморской митрополии Русской Православной Церкви.
9 декабря 2013 года Архиерейский Синод РПЦЗ имел суждение о замещении викарной Манхэттенской кафедры. Архиерейский Синод решил, что возможным кандидатом мог бы быть священник Николай Ольховский. В связи с этим, Архиерейский Синод постановил: «Запросить отзывы Преосвященных членов Архиерейского Собора по поводу возможности хиротонии, по пострижении в монашество, священника Николая Ольховского во епископа Манхэттенского, викария Восточно-Американской епархии». 19 февраля 2014 года Архиерейский Синод определил: «Считать священника Николая Ольховского единогласно избранным Собором архиереев Русской Зарубежной Церкви во епископы Манхэттенские. <…> Совершить, по пострижении в монашество и возведении в сан архимандрита, епископскую хиротонию священника Николая Ольховского в Радосте-Скорбященском кафедральном соборе в Сан-Франциско в воскресенье, 29 июня, а накануне — чин наречения в том же соборе». 19 марта 2014 года, Священный Синод Русской Православной Церкви утвердил избрание членами Архиерейского Собора Русской Зарубежной Церкви священника Николая Ольховского во епископа Манхэттенского.
4 апреля 2014 года в Свято-Троицком монастыре в Джорданвилле архимандритом Лукой (Мурьянкой) был пострижен в монашество с именем Николай в честь святителя Николая Японского.

В день моего пострига я уже знал, что в субботу, в день Похвалы Пресвятой Богородицы, празднуется память преп. Никона Печерского и преподобномуч. Никона. Всё, думаю, быть мне Никоном. Празднично отслужили утреню с акафистом. На постриг приехал мой отец, братья, прихожане из Знаменского собора в Нью-Йорке, из Бостона и других мест. После первого часа совершался мой постриг. Подходит момент наречения имени. Настоятель Св. Троицкого монастыря в Джорданвилле архим. Лука (Мурьянка) произносит: «Брат наш Николай постригается…» И вот на отпусте отец Лука произнёс имя святителя Николая Японского.

27 апреля того же года в кафедральном соборе в Мюнхене архиепископом Берлинским и Германским Марком (Арндтом) возведён в сан архимандрита.
25 июня 2014 года на Архиерейском Соборе избран постоянным членом Архиерейского Синода РПЦЗ, заместителем секретаря Архиерейского Синода РПЦЗ.

### Архиерейство
28 июня в Радосте-Скорбященском кафедральном соборе в Сан-Франциско наречён во епископа Манхэттенского. Наречение возглавил митрополит Восточно-Американский и Нью-Йоркский Иларион (Капрал) в сослужении членов Архиерейского собора РПЦЗ и иерархов, прибывших на торжества, посвящённые 20-летию прославления святителя Иоанна (Максимовича).
29 июня 2014 года в Радосте-Скорбященском соборе в Сан-Франциско хиротонисан во епископ Манхэттенского. Хиротонию совершили: митрополит Восточно-Американский и Нью-Йоркский Иларион (Капрал), архиепископ Берлинско-Германский и Великобританский Марк (Арндт), архиепископ Сан-Францисский и Западно-Американский Кирилл (Дмитриев), архиепископ Наро-Фоминский Юстиниан (Овчинников), архиепископ Монреальский и Канадский Гавриил (Чемодаков), архиепископ Женевский и Западно-Европейский Михаил (Донсков), епископ Кливлендский Петр (Лукьянов), епископ Каракасский и Южно-Американский Иоанн (Берзинь), епископ Мейфильдский Георгий (Шейфер), епископ Сиэтлийский Феодосий (Иващенко), епископ Орехово-Зуевский Пантелеимон (Шатов), епископ Обуховский Иона (Черепанов) и епископ на покое Николай (Сораич).
17 мая 2022 года в связи со смертью митрополита Илариона (Капрала) решением Архиерейского синода РПЦЗ назначен исполняющим обязанности управляющего Восточно-Американской епархией.
13 сентября 2022 года на Архиерейском соборе РПЦЗ, собравшемся в Знаменском соборе г. Нью-Йорка, избран Первоиерархом РПЦЗ. 14 сентября 2022 года решение о его избрании было утверждено Священным синодом Московского патриархата.
17 сентября возведен в сан митрополита; 18 сентября состоялись торжества, посвященные настолованию новоизбранного Первоиерарха Русской Зарубежной Церкви, митрополита Восточно-Американского и Нью-Йоркского Николая. В служении Божественной литургии, помимо Преосвященных членов Архиерейского Собора, приняли участие епископ Новограчаницкий и Средне-Западно-Американский Лонгин (Крчо) (Сербская Православная Церковь) и архиепископ Арцизский Виктор (Быков) (Украинская православная церковь).

## Публикации
статьи
- Поездка с Почаевской Иконой Божией Матери // Православная Русь. 1994. — № 23.
- Престольный праздник Синодального собора // Православная Русь. 2001. — № 2.
- Епископ Николай (Ольховский): Первый приезд Курской иконы в Россию стал дивным историческим событием // Православие.ru, 10 декабря 2021

интервью
- Хранитель Курской Коренной иконы «Знамение» священник Николай Ольховский: «Жива вера в народе, а с нею — жив сам народ» Архивная копия от 14 июля 2014 на Wayback Machine
- «Благодарю Господа»: Интервью с епископом Манхеттенским Николаем Архивная копия от 1 февраля 2017 на Wayback Machine // pravoslavie.ru, 2 июля 2014 года
- «Паломничество к берегам Днепра» — Интервью с епископом Манхеттенским Николаем о визите на Украину // официальный сайт Восточно-Американской епархии, 30 марта 2015 г.
- Сто лет памяти и молитвы: епископ Николай принял участие в праздновании 100-летия мученической кончины прп. Елизаветы Феодоровны… Архивная копия от 15 октября 2018 на Wayback Machine, 17 июля 2018
- Курская-Коренная. Икона, которая постоянно в движении Архивная копия от 25 марта 2019 на Wayback Machine // pravmir.ru, 21 марта 2019
- Надежда есть! Архивная копия от 8 февраля 2020 на Wayback Machine // Журнал «Православие и современность». 2020. — № 45 (61)